# Canton d'Alès-1
Le canton d'Alès-1 est une circonscription électorale française du département du Gard créé par le décret du 24 février 2014 et entrée en vigueur lors des élections départementales de 2015.

## Histoire
Un nouveau découpage territorial du Gard entre en vigueur à l'occasion des élections départementales de mars 2015, défini par le décret du 24 février 2014, en application des lois du 17 mai 2013 (loi organique 2013-402 et loi 2013-403). Les conseillers départementaux sont, à compter de ces élections, élus au scrutin majoritaire binominal mixte. Les électeurs de chaque canton élisent au Conseil départemental, nouvelle appellation du Conseil général, deux membres de sexe différent, qui se présentent en binôme de candidats. Les conseillers départementaux sont élus pour 6 ans au scrutin binominal majoritaire à deux tours, l'accès au second tour nécessitant 12,5 % des inscrits au 1er tour. En outre la totalité des conseillers départementaux est renouvelée. Ce nouveau mode de scrutin nécessite un redécoupage des cantons dont le nombre est divisé par deux avec arrondi à l'unité impaire supérieure si ce nombre n'est pas entier impair, assorti de conditions de seuils minimaux. Dans le Gard, le nombre de cantons passe ainsi de 46 à 23.
Le nouveau canton d'Alès-1 est formé de communes des anciens cantons d'Anduze (5 communes) et d'Alès-Ouest (2 communes). Le canton est entièrement inclus dans l'arrondissement d'Alès. Le bureau centralisateur est situé à Alès.

## Représentation
| Période élective | Période élective | Mandat | Mandat   | Identité             | Nuance | Nuance | Qualité |
| ---------------- | ---------------- | ------ | -------- | -------------------- | ------ | ------ | --- |
| 2015             | 2021             | 2015   | 2021     | Geneviève Blanc      |        | EELV   | Assistante sociale Maire d'Anduze (depuis 2020) Vice-présidente du Conseil départemental depuis 2015 Ancienne conseillère générale du canton d'Anduze (2009-2015) |
| 2015             | 2021             | 2015   | 2021     | Jean-Michel Suau     |        | PCF    | Charpentier Conseiller municipal d'Alès (depuis 2001) Ancien conseiller général du canton d'Alès-Ouest (1998-2015)                                                |
| 2021             | 2028             | 2021   | en cours | Jean-Charles Bénézet |        | UDI    | Enseignant chercheur, maire de Saint-Christol-lez-Alès |
| 2021             | 2028             | 2021   | en cours | Léa Boyer            |        | LR     | Chargée de clientèle, conseillère municipale d'Alès |

### Résultats détaillés

#### Élections de mars 2015
À l'issue du 1er tour des élections départementales de 2015, trois binômes sont en ballottage : Geneviève Blanc et Jean-Michel Suau (DVG, 32,63 %), Nathalie Challier et Christophe Clot (FN, 31,66 %) et Jean-Charles Benezet et Nathalie Rivenq (Union de la Droite, 24,84 %). Le taux de participation est de 53,09 % (12 257 votants sur 23 088 inscrits) contre 53,96 % au niveau départemental et 50,17 % au niveau national.
Au second tour, Geneviève Blanc et Jean-Michel Suau (DVG) sont élus avec 40,82 % des suffrages exprimés et un taux de participation de 55,5 % (5 086 voix pour 12 870 votants et 23 190 inscrits).

#### Élections de juin 2021
Le premier tour des élections départementales de 2021 est marqué par un très faible taux de participation (33,26 % au niveau national). Dans le canton d'Alès-1, ce taux de participation est de 30,24 % (7 097 votants sur 23 470 inscrits) contre 33,46 % au niveau départemental. À l'issue de ce premier tour, deux binômes sont en ballottage : Geneviève Blanc et Jean-Michel Suau (Union à gauche avec des écologistes, 42,03 %) et Jean-Charles Bénézet et Léa Boyer (Union au centre et à droite, 28,93 %).
Le second tour des élections est marqué une nouvelle fois par une abstention massive équivalente au premier tour. Les taux de participation sont de 34,36 % au niveau national, 34,93 % dans le département et 32,84 % dans le canton d'Alès-1. Jean-Charles Bénézet et Léa Boyer (Union au centre et à droite) sont élus avec 50,19 % des suffrages exprimés (3 575 voix pour 7 710 votants et 23 474 inscrits),,.

## Composition
| Nom                          | Code Insee | Intercommunalité      | Superficie (km2) | Population (dernière pop. légale)                | Densité (hab./km2) | Modifier                                    |
| ---------------------------- | ---------- | --------------------- | ---------------- | ------------------------------------------------ | ------------------ | ------------------------------------------- |
| Alès (bureau centralisateur) | 30007      | CA Alès Agglomération | 23,16            | Fraction : 13 781 (2022) Commune : 45 025 (2022) | 1 944              | modifier les données · modifier les données |
| Anduze                       | 30010      | CA Alès Agglomération | 14,60            | 3 322 (2022)                                     | 228                | modifier les données · modifier les données |
| Bagard                       | 30027      | CA Alès Agglomération | 14,55            | 2 595 (2022)                                     | 178                | modifier les données · modifier les données |
| Boisset-et-Gaujac            | 30042      | CA Alès Agglomération | 14,24            | 2 621 (2022)                                     | 184                | modifier les données · modifier les données |
| Générargues                  | 30129      | CA Alès Agglomération | 10,24            | 711 (2022)                                       | 69                 | modifier les données · modifier les données |
| Ribaute-les-Tavernes         | 30214      | CA Alès Agglomération | 14,27            | 2 055 (2022)                                     | 144                | modifier les données · modifier les données |
| Saint-Christol-lez-Alès      | 30243      | CA Alès Agglomération | 20,25            | 7 199 (2022)                                     | 356                | modifier les données · modifier les données |
| Saint-Jean-du-Pin            | 30270      | CA Alès Agglomération | 13,96            | 1 531 (2022)                                     | 110                | modifier les données · modifier les données |
| Canton d'Alès-1              | 3002       |                       |                  | 33 815 (2022)                                    |                    | modifier les données                        |

Le canton d'Alès-1 comprend :
1. sept communes entières,
2. la partie de la commune d'Alès située à l'ouest d'une ligne définie par l'axe des voies et limites suivantes : depuis la limite territoriale de la commune de Saint-Martin-de-Valgalgues, cours du Gardon-d'Alès, cours du Grabieux, ruisseau de Bruèges, avenue d'Alsace, rue du Faubourg-d'Auvergne, quai Boissier-de-Sauvages, pont de Resca, cours du Gardon-d'Alès, jusqu'à la limite territoriale de la commune de Saint-Hilaire-de-Brethmas.

Quartiers :
Rochebelle/La Royale/Cauvel : 4 147 hab, 3,66 km2, 1 133.06 hab/km2
La Prairie/Les Promelles/Faubourg-du-Soleil : 2 907 hab, 2,35 km2, 1 237.02 hab/km2
Brésis/Prés Rasclaux : 3 694 hab, 3,5 km2, 1 055.43 hab/km2
Les Prés-Saint-Jean : 3 058 hab, 0,52 km2, 5 880.77 hab/km2
Soit : Superficie : 10,03 km2, Population : 13 806 hab, Densité : 1 376.47 hab/km2.

## Démographie
En 2022, le canton comptait 33 815 habitants, en évolution de +5,83 % par rapport à 2016 (Gard : +2,97 %, France hors Mayotte : +2,11 %).
| 2013   | 2018   | 2022   |
| ------ | ------ | ------ |
| 32 149 | 32 086 | 33 815 |